# パーキーパットの日々

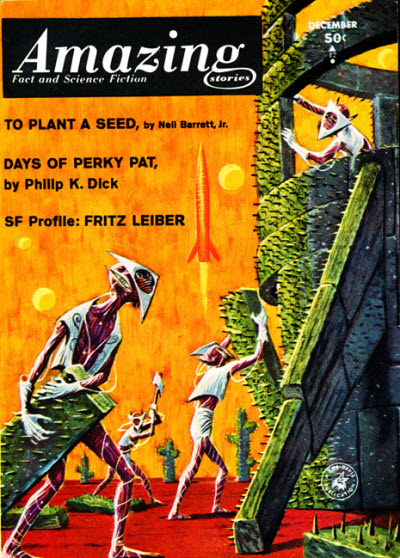
『アメージング・ストーリーズ』に掲載されたパーキー・パットの日々の挿絵

『パーキー・パットの日々』（パーキーパットのひび、The Days Of Perky Pat, 1963年）はフィリップ・K・ディックの短編SF小説。汀一弘訳が「パーキイ・パットの日」の邦題でサンリオSF文庫の『ザ・ベスト・オブ・P・K・ディック I』に収録。同短編集を一部改訳して再刊した『パーキイ・パットの日々』（ハヤカワ文庫）には、浅倉久志訳が収録されている。
後の『パーマー・エルドリッチの三つの聖痕』の原型となった作品である。

## 概要
核戦争後の荒廃した地球で地下生活を送る人間たち。定期的に送られてくる物資で、大人たちはミニチュアハウスとパーキー・パットという人形の製作と遊戯に耽りながら、かつての古き良き時代をなつかしんでいる。その時代をまったく知らず、家もキュートな女性も知らない子供たちは、そんな大人たちが理解できない。そんなある日、隣町にコニー・コンパニオンという人形の存在を知った大人たちは、パーキー・パットを賭けて勝負を申し込む。接戦の末、パーキー・パットが逆転優勝して、コニー・コンパニオンを獲得する。最初は大歓迎されたコニー・コンパニオンだが、ある重大な事実が発覚したことで、大人たちの間で言い争いが生じてしまう。